# برایتون، شهرستان کنوشا، ویسکانسین
برایتون (به انگلیسی: Brighton) یک شهر در ایالات متحده آمریکا است که در شهرستان کنوشا، ویسکانسین واقع شده‌است. برایتون ۹۳٫۲ کیلومتر مربع مساحت و ۱٬۴۵۰ نفر جمعیت دارد و ۲۳۹ متر بالاتر از سطح دریا واقع شده‌است.